# 마이클 벤뎃티
마이클 벤데티(Michael Bendetti, 1967년 8월 21일 ~ )는 미국의 배우, 영화 제작자이다.
롱비치에서 태어났다.

## 출연 작품

### 영화
- 스크류볼 호텔 (1988, Screwball Hotel)
- LA 대지진 특급 (1990, The Great Los Angeles Earthquake)
- Netherworld (1992)

### 텔레비전
- 21 점프 스트리트 (1990-91)